# Рыжий кролик
Рыжий кролик (лат. Pronolagus randensis) — один из представителей африканского рода Pronolagus семейства Leporidae, обитающего преимущественно в южной части континента. Ареал рыжего кролика охватывает северо-запад ЮАР, в Ботсване популяция этого вида населяет горы Тсвапонг Хиллс. Как полагают, наибольшие популяции рыжего кролика обитают в Зимбабве и Намибии.

## Местообитания
Рыжий кролик предпочитает исключительно скалистые местообитания. Этот вид обитает на скалистых склонах горных районов юга африканского континента. Он также встречается в травянистых или кустарниковых местообитаниях вокруг этих скальных выходов, которые эти кролики используют в качестве укрытий во время периодов отдыха и сна.

## Описание
У этого вида тонкая и шелковистая шерсть, которая седовато-рыже-коричневая на спине и боках. Подбородок беловатого цвета и слегка светлее, чем мех на брюшке. Шея по бокам, нижняя челюсть и щеки светло-серого цвета. Хвост у этого вида довольно большой, красно-коричневого цвета с чёрным кончиком. Крупные уши покрыты редкими волосами, а иногда они увечены черными окончаниями. Взрослые могут весить больше 2.25 кг (5 фунтов).

## Размножение
Очень мало известно об особенностях размножения этого вида. Предполагается, что размножение происходит круглый год, а самки рожают от 1 до 3 детенышей в помёте.

## Поведение
Активны ночью, так как в течение дня представители этого вида прячутся в убежищах. Как правило, ведут строго одиночный образ жизни, хотя иногда наблюдали группы, состоящие из самок и их приплода. Как происходит и у других видов, самок в эструсе часто сопровождают ухаживающие самцы.

## Питание
Рыжие кролики питаются ночью во время максимальной активности. Они поедают растительность и насекомых внутри и в окрестностях их участка обитания. Их рацион включает злаки, листья и некоторые фрукты. Как и у другие зайцеобразные, рыжие кролики прибегают к копрофагии, чтобы извлечь наибольшее количество питательных веществ из своей пищи.

## Взаимодействие с человеком и воздействие
Рыжий кролик не состоит в каком-либо списке животных, находящихся под угрозой исчезновения. Но места обитания, которые он использует, как с места обитания многих других животных, находится под угрозой, из-за вторжения человеческой цивилизации. На Африканский континент, даже в регионе, где этот вид обнаружен, часто идут ожесточённые боевые столкновения, а это может повлиять как на сам этот вид, так и на состояние его биотопов, или и на то и на другое сразу. В настоящее время, тем не менее, численность рыжего кролика выглядит стабильной.